# Шёндорф (Рувер)
Шёндорф (нем. Schöndorf) — община в Германии, в земле Рейнланд-Пфальц.
Входит в состав района Трир-Саарбург. Подчиняется управлению Рувер. Население составляет 752 человека (на 31 декабря 2010 года). Занимает площадь 10,03 км².